# 學會冰川
阿卡德米冰河（英語：Academy Glacier）是南極洲的冰川，位於伊利沙伯女皇地，處於彭薩科拉山脈，流經帕圖克森特山脈和尼普頓山脈之間，根據美國地質調查局的測量和美國海軍的空中照片被繪入地圖。
84°15′S 061°00′W / 84.250°S 61.000°W